# Xã Dresbach, Quận Winona, Minnesota
Xã Dresbach (tiếng Anh: Dresbach Township) là một xã thuộc quận Winona, tiểu bang Minnesota, Hoa Kỳ. Năm 2010, dân số của xã này là 456 người.